# Gramado Xavier
Gramado Xavier är en kommun i Brasilien.   Den ligger i delstaten Rio Grande do Sul, i den södra delen av landet, 1 600 km söder om huvudstaden Brasília. Antalet invånare är 3 970.
I omgivningarna runt Gramado Xavier växer i huvudsak städsegrön lövskog. Runt Gramado Xavier är det glesbefolkat, med 16 invånare per kvadratkilometer.